# Beameromyia floridensis
Beameromyia floridensis är en tvåvingeart som först beskrevs av Johnson 1913.  Beameromyia floridensis ingår i släktet Beameromyia och familjen rovflugor. Inga underarter finns listade i Catalogue of Life.